# Xã Walnut, Quận Dallas, Iowa
Xã Walnut (tiếng Anh: Walnut Township) là một xã thuộc quận Dallas, tiểu bang Iowa, Hoa Kỳ. Năm 2010, dân số của xã này là 22.310 người.